# Agalmatofilia

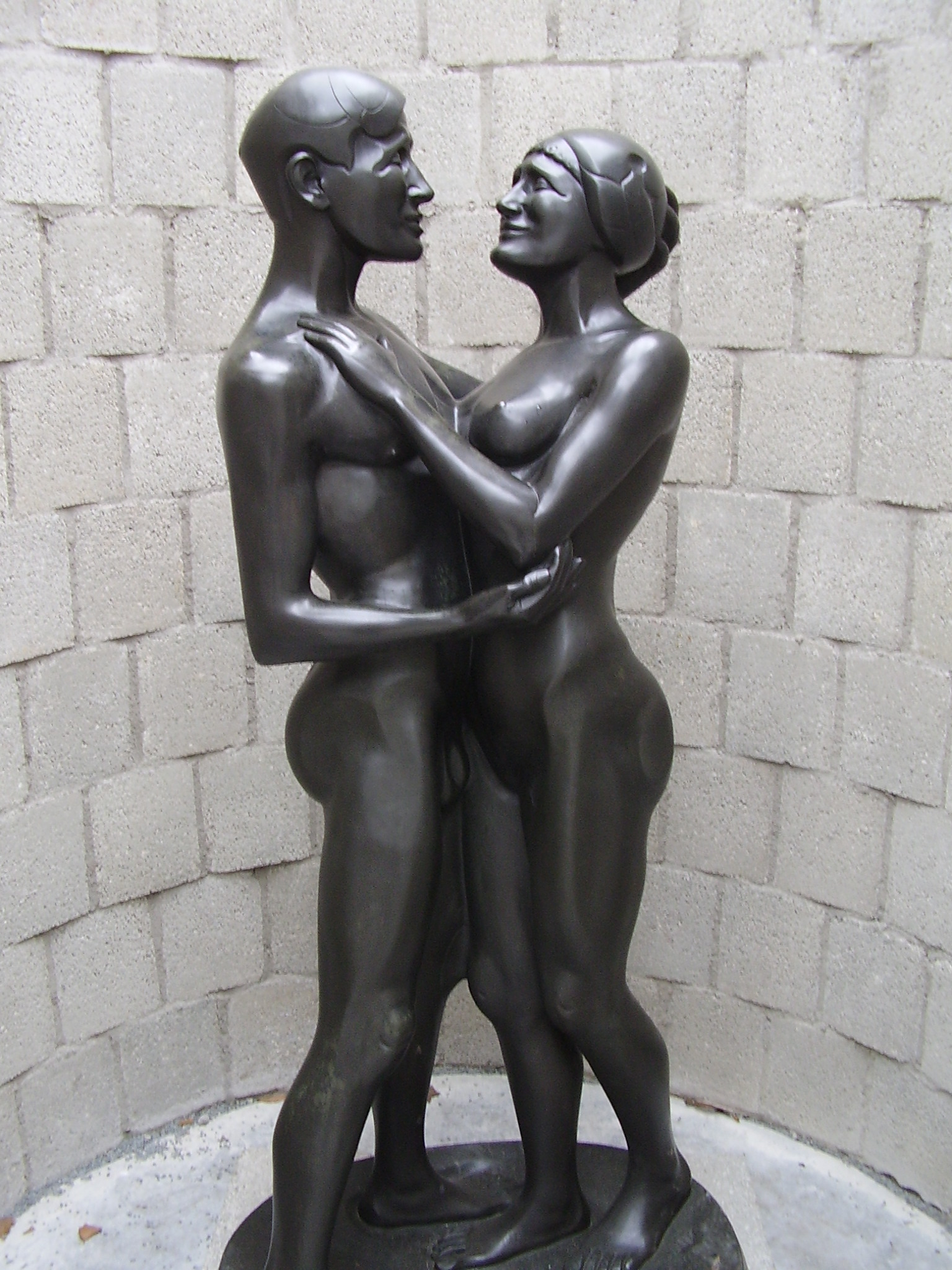

Agalmatofilia é o nome atribuído à filia de uma pessoa que possui um apego ou admiração por estátuas.
O termo agalma (nominativo) deriva de agalmatos (genitivo) que, em grego, significa estátua. Filia, do ponto de vista etimológico purista, significa amizade, embora o sentido de filia dado pelos não-gregos seja de amante. O amor filia é de amizade, o amor sexual é eros e amante é erastes ou erasta. Portanto, quem tem desejo sexual desencadeado pela observação ou contato com estátuas, do ponto de vista etimológico purista, é um Agalmatoerasta.
Apesar disso, o termo filia introduzido na literatura médica psiquiátrica por eruditos alemães (cujo idioma pátrio não faz distinções entre os diferentes tipos de amor claramente definidos no idioma grego), estando consagrado no meio médico psiquiátrico ou psicanalítico como parafilia, o que em grego seria paraerastia. 
Sendo assim, agalmatofilia é a parafilia desencadeada pela observação ou contato com estátuas. Os vocábulos agalma, agalmatos, filos e erastes constam no dicionário grego-português e português-grego do Prof. Perseu.
Também é chamada de pigmalionismo, em alusão ao mito grego de Pigmalião, que apaixonou-se pela estátua que produzira.